# إفري (شركة)
إفري شركة جزائرية خاصة رائدة في سوق المشروبات على المستوى المحلي في إنتاج وبيع المياه المعدنية والمشروبات الغازية ومختلف أنواع العصير. وللشركة أكثر من 50% من حصص سوق مياه القارورات في الجزائر.

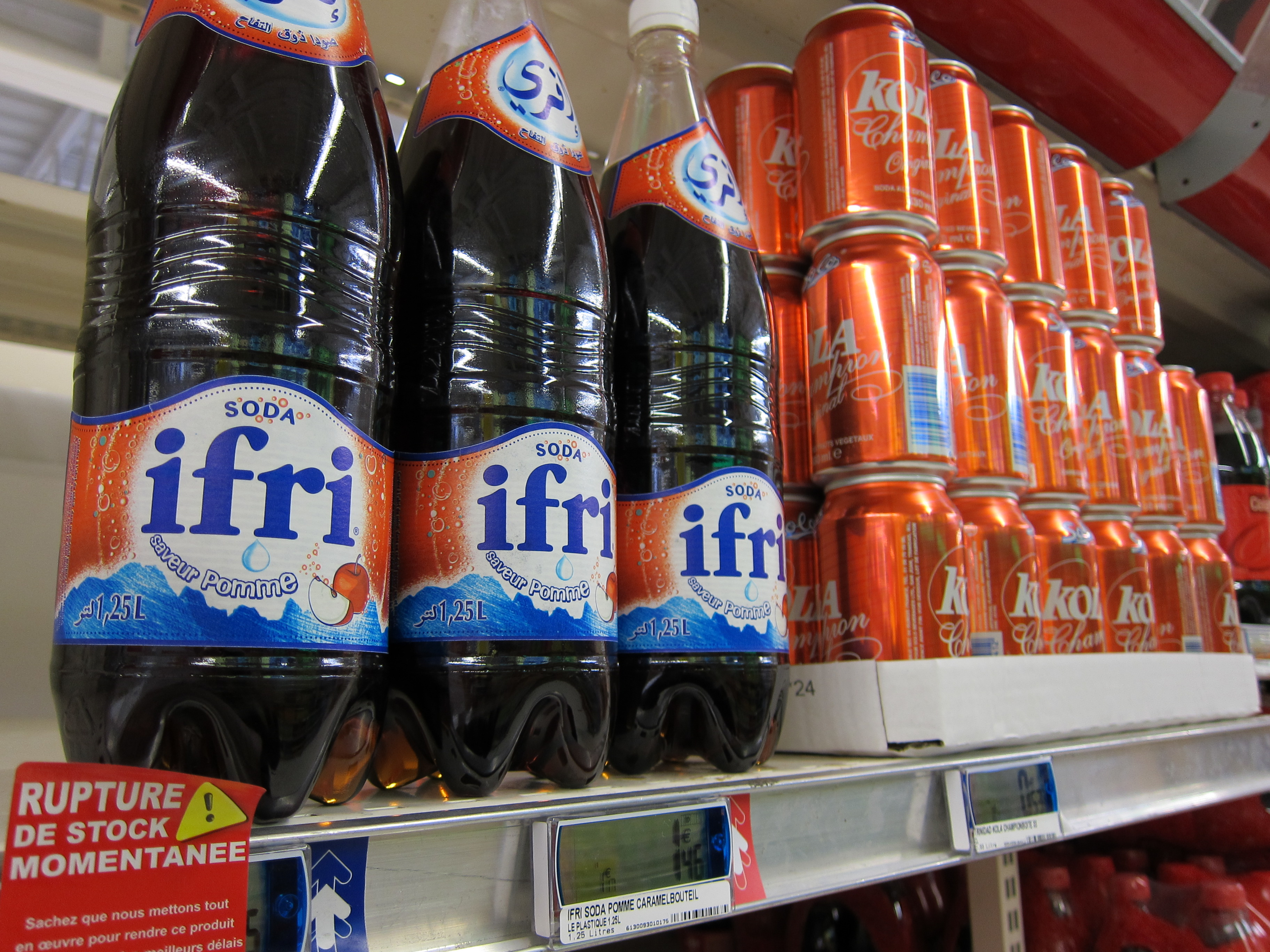
صورة لبعض لمشروبات إيفري في المحلات.

- تقوم شركة إيفري بتصدير وبيع زيت الزيتون نحو العراق والولايات المتحدة الأمريكية. وتمتلك الشركة 194 سوق توزيع وتنتج 20مليون وحدة في العام منذ سنة 1995.
- تأسست ايفري في سنة 1986 بمنطقة أوزلاقن في ولاية بجاية وينبوع المياه المعدنية التي تستثمرها يصدر من القرية التاريخية ايفري الذي يقع 50 كلم غرب الولاية ويبعد 150 كلم عن العاصمة .
- وقد شاركت ايفري في عدد من الصالونات والندوات الاقتصادية التي نظمت في الجزائر وأوروبا وفي الدول العربية.

## وصلات خارجية
- Site Officiel d'Ifri